# چریکاو
چریکاو (به لاتین: Cherykaw) یک منطقهٔ مسکونی در بلاروس است. چریکاو ۸٬۱۷۷ نفر جمعیت دارد.